# 한국기독교장로회총회유지재단
한국기독교장로회총회유지재단은 재단 소유 재산을 관리하고 선교활동 및 사업의 유지 경영하기 위하여 1969년 3월 24일 설립된 문화체육관광부 소관의 재단법인이다. 사무실은 서울특별시 강북구 인수동 산 76에 있다.

## 주요 사업
- 학생 육성 및 봉사사업
- 기독교 선교활동
- 보육시설 및 유치원사업